# قوه قضاییه رومانی
قوه قضاییه رومانی (به انگلیسی: Romanian judicial reform) نهاد قضایی در این کشور می‌باشد.
دیوان عالی دادگستری بالاترین مرجع قضائی در رومانی است. رئیس و اعضاء آن توسط رئیس جمهور برای شش سال انتصاب می‌شوند. شورای عالی قضائی، دادگاه‌های شهرستان، بخش و وزارت عامه از دیگر اجزاءِ قوه‌قضائیه این کشور هستند.
طبق قانون‌اساسی، قضات مستقل هستند و فقط تابع قانون می‌باشند. قاضی نمی‌تواند در طول خدمت خود به شغل دیگری به غیر از مشاغل آموزشی در دانشگاه‌ها اشتغال یابد.